# Matrjoška

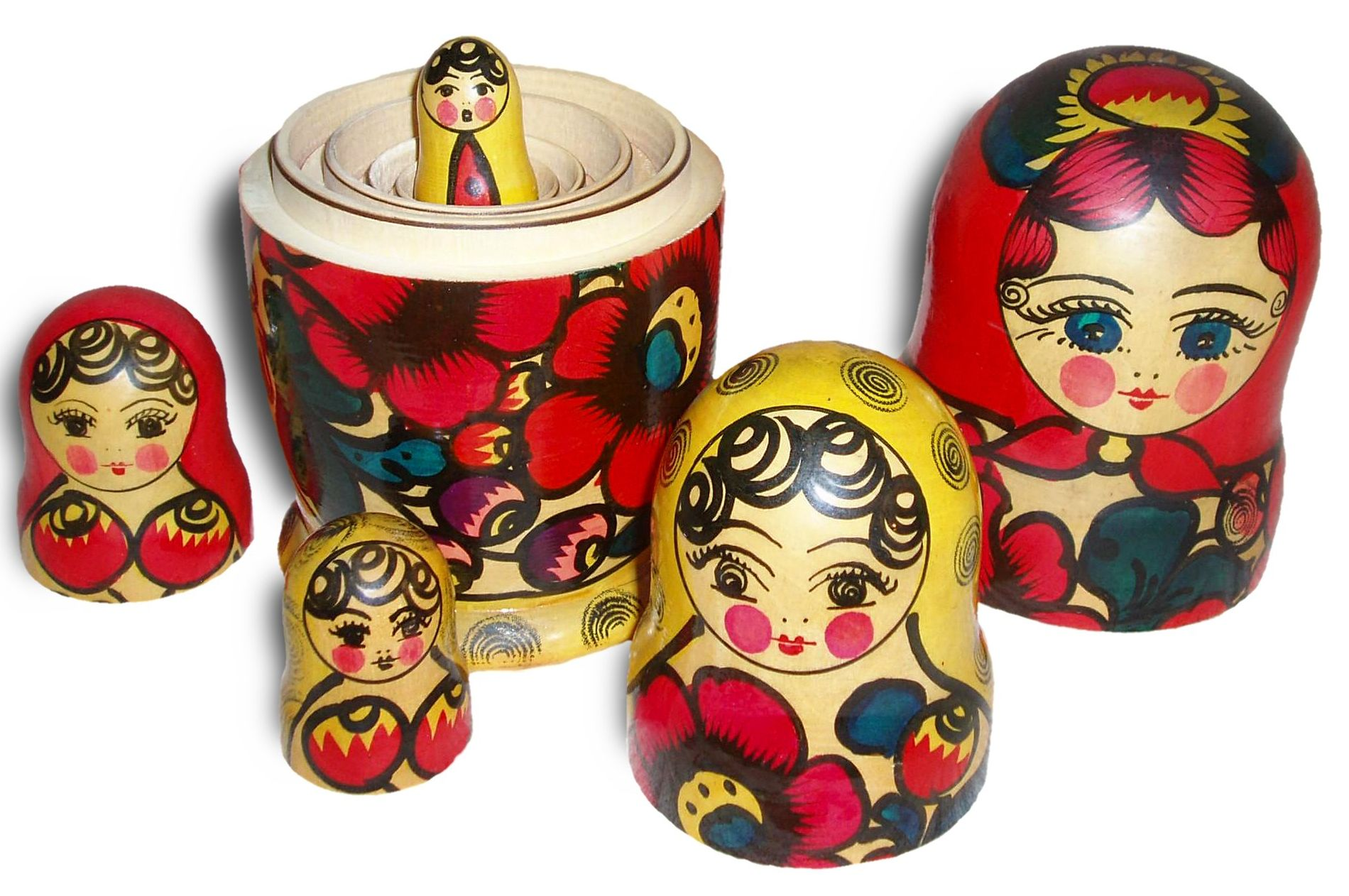
Rozložená matrjoška

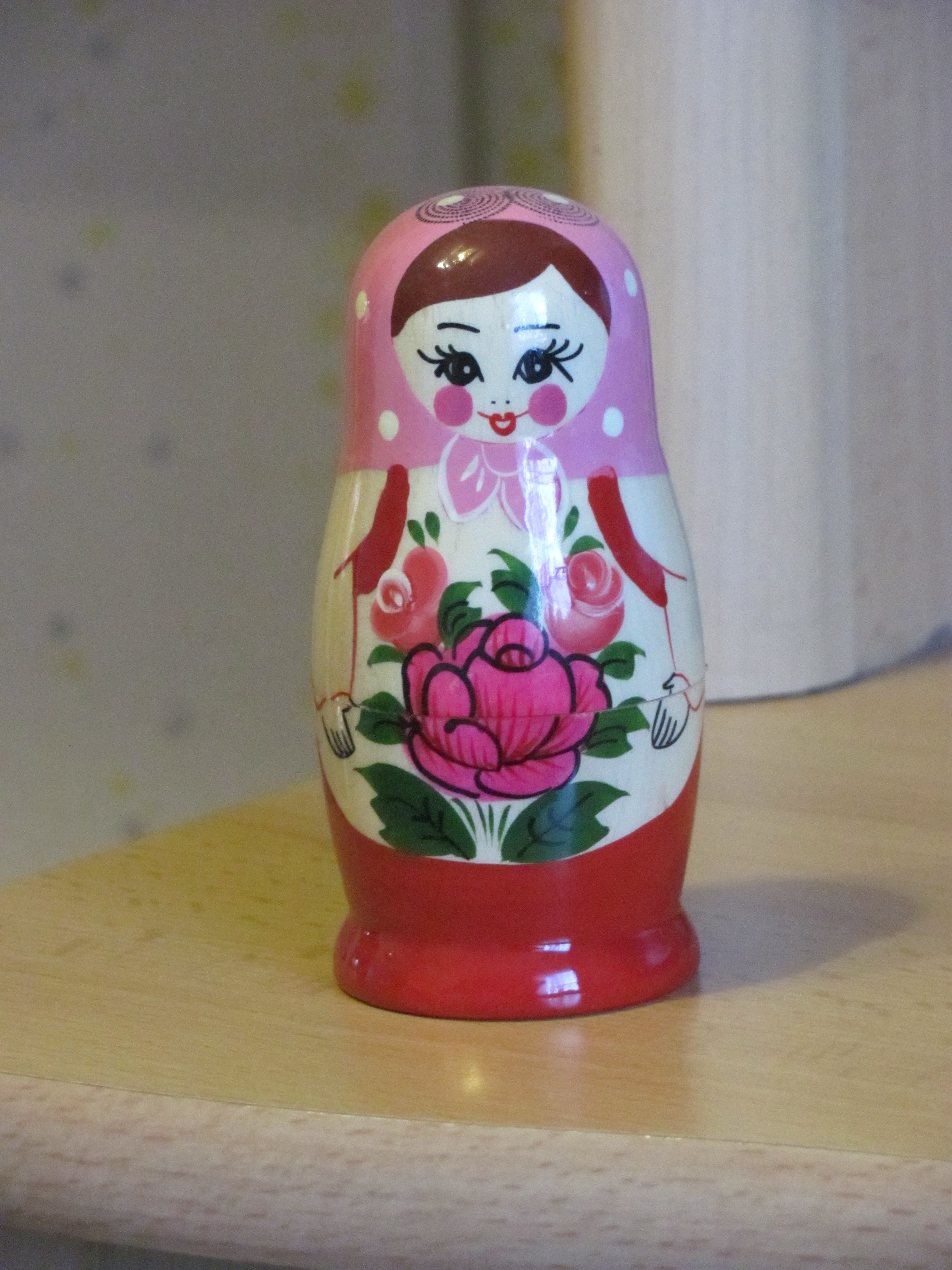
Ruská matrjoška (Русская матрёшка)

Matrjoška (rusky матрёшка matrjoška, slovensky matrioška, anglicky matryoshka doll), někdy zvaná též babuška, je název tradiční ruské duté dřevěné soustružené a malované panenky vejčitého tvaru, kterou lze rozložit a jež v sobě skrývá několik dalších čím dál menších dřevěných panenek, které lze rovněž rozložit, s výjimkou nejmenší, která je zcela ve středu této soustavy panenek. Název matrjoška je zdrobnělina tehdy rozšířeného ruského ženského jména Matriona, jehož základem je latinské slovo mater – matka; matrjoška je tak symbolem mateřství a potažmo plodnosti.

## Historie
První matrjoška v Rusku byla představena roku 1890 v dětské dílně v panství Abramtsevo u Moskvy. Ruský mnich tam představil zvláštní figurku zobrazující bájného japonského boha radosti, figurka byla rozložitelná stejně jako pozdější ruské matrjošky a skrývala v sobě další čím dál menší figurky plešatého mnicha, když byl mladší. 
Nápadu se následně ujala kupecká rodina Mamontovových, jež začala matrjošky vyrábět. Jejím předobrazem by mohla být figurka Daruma zobrazující plešatého buddhistického mudrce Fukurama, kterou do Ruska přivezla manželka Savvy Mamontova z japonského ostrova Honšú, ta byla vystavena v Petrohradě v prosinci 1896 na výstavě japonského umění a dnes je uložená v Uměleckopedagogickém muzeu hraček v Sergijev Posadu blízko Moskvy. Díky stříbrné medaili ze Světové výstavy v Paříži roku 1900 získala matrjoška i první zakázky z různých zemí. 
Za Sovětského svazu se vyráběly i matrjošky s obrazem Lenina a dalších čelných politiků. Vyrábějí se i po pádu totality, k vidění jsou dnes i matrjošky sportovců, ruských či amerických prezidentů a nacházejí odbyt jako turisty žádaný artikl.